# کاساس د لاسارو

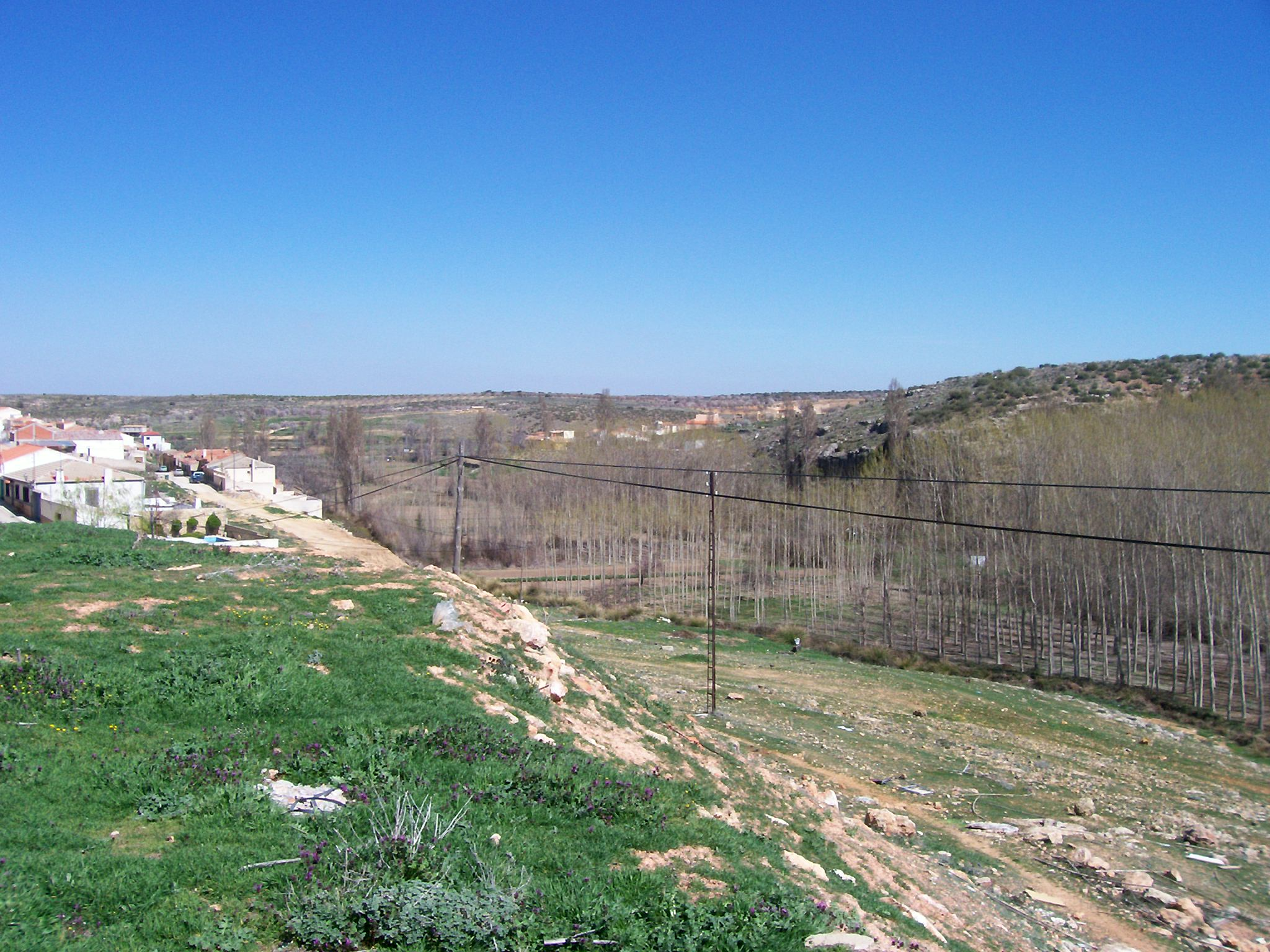
نگاره‌ای از دهستان کاساس دِ لاسارو - نوامبر ۲۰۰۵

کاساس د لاسارو دهستانی در استان آلباستهٔ اسپانیا است.
در این دهستان ۴۲۷ نفر زندگی می‌کنند. مساحت این دهستان ۱۱۲٫۴۷ کیلومتر مربع است.